# Bricklieve Mountains and Keishcorran SAC
Bricklieve Mountains and Keishcorran SAC este o arie protejată (arie specială de conservare — SAC, sit de importanță comunitară — SCI) din Irlanda întinsă pe o suprafață de 1.692,09 ha, integral pe uscat.

## Localizare
Centrul sitului Bricklieve Mountains and Keishcorran SAC este situat la coordonatele 54°02′57″N 8°23′33″W / 54.049172°N 8.392403°V.

## Înființare
Situl Bricklieve Mountains and Keishcorran SAC a fost declarat sit de importanță comunitară în noiembrie 1997 pentru a proteja 2 specii de animale. Situl a fost protejat și ca arie specială de conservare în februarie 2018.

## Biodiversitate
Situată în ecoregiunea atlantică, aria protejată conține 4 habitate naturale: Turlough, Pajiști uscate seminaturale și facies de acoperire cu tufișuri pe substraturi calcaroase (Festuco-Brometalia) (* situri importante pentru orhidee), Fânețe de joasă altitudine (Alopecurus pratensis, Sanguisorba officinalis), Grohotișuri calcaroase și de șisturi calcaroase de la nivelul montan până la nivelul alpin (Thlaspietea rotundifolii).
La baza desemnării sitului se află mai multe specii protejate de  nevertebrate (2): Austropotamobius pallipes, fluturele auriu (Euphydryas aurinia).
Pe lângă speciile protejate, pe teritoriul sitului au mai fost identificate 11 specii de plante, 1 specie de pești.